# Federazione di rugby a 15 della Slovenia
La Federazione Rugby XV della Slovenia (in sloveno: Rugby Zveza Slovenije) è l'organo che governa il Rugby a 15 in Slovenia.
Affiliata all'International Rugby Board, è inclusa fra le nazionali di terzo livello senza esperienze di Coppa del Mondo.